# Gestione del tempo
La gestione del tempo (in inglese: time management) è un processo di pianificazione e controllo del tempo utilizzato per specifiche attività, in particolare per aumentare l'efficacia, l'efficienza e la produttività. La gestione del tempo può essere migliorata da una serie di competenze, strumenti e tecniche utilizzate al fine di realizzare specifiche attività, progetti e obiettivi entro un determinato periodo di tempo. Tutto questo comprende una vasta gamma di attività, come pianificazione, allocazione, definizione degli obiettivi, delega, analisi del tempo, monitoraggio, organizzazione, programmazione e definizione delle priorità. Inizialmente veniva utilizzata in attività commerciali o di lavoro, ma alla fine il termine è stato ampliato per includere anche ogni attività personale, come disciplina di tecniche cognitivo-comportamentali. Un sistema di gestione del tempo consiste di un insieme di processi, strumenti, tecniche e metodi, nonché una necessità da utilizzare in ogni progetto di sviluppo, in quanto ne determina il tempo di completamento e il suo campo di applicazione.
Negli ultimi anni, diversi autori hanno discusso di gestione del tempo dovuto al sovraccarico delle informazioni digitali.

## Categorizzazione
Stephen R. Covey ha elaborato per i metodi di gestione del tempo uno schema di classificazione:
- Prima generazione: di fatto consistono in promemoria acustici, sveglie, orologi con timer, con possibile applicazione su personal computer. Possono essere utilizzati per avvisare una persona nel momento in cui deve essere eseguito un compito determinato.
- Seconda generazione: consiste nella progettazione e nella preparazione tramite agenda, post-it, taccuino, calendario degli appuntamenti, ecc. e include la definizione degli obiettivi.
- Terza generazione: consiste nella pianificazione, con priorità di controllo,[3] attività su base giornaliera. Questo approccio utilizza periodi di tempo anche per chiarire valori e priorità.
- Quarta generazione: efficienza e azione proattiva, utilizzando uno degli strumenti di cui sopra; obiettivi posti e ruoli, come elemento di controllo del sistema per favorire l'importanza oltre l'urgenza[4][5]

## Gestione del tempo e concetti relativi
- Gestione di progetto. La gestione del tempo può essere considerato come un sottoinsieme nella gestione dei progetti, o pianificazione dei progetti.
- La gestione del tempo è inoltre considerata come una delle funzioni fondamentali nel pianificare la gestione dei progetti.[6]
- Attenzione alla gestione : si riferisce alla gestione delle risorse cognitive, in particolare al tempo che si riserva sia al ragionamento mentale che all'organizzazione mentale dei propri impiegati, nel condurre alcune attività.
- Gestione delle conoscenze personali : Vedi sotto: Gestione personale del tempo.

### Effetti concettuali sul lavoro
Il professore Stephen Smith, è tra gli studiosi di sociologia, i cui lavori più recenti hanno dimostrato che il punto di vista dei lavoratori a tempo è collegato a questioni sociali, come l'istituzione della famiglia, ruoli di genere e la quantità di lavoro a carico dei singoli.

## Gestione del tempo personale
Le strategie di gestione del tempo sono spesso associate con la raccomandazione di impostare obiettivi personali, un progetto, in un piano d'azione, composto da un elenco di attività semplici. Sia per le attività individuali che per gli obiettivi si può stabilire un punteggio di importanza, istituire scadenze e priorità assegnate. Si raccomanda un periodo di programmazione giornaliera, settimanale, mensile o di altro tipo nei diversi campi di pianificazione o di revisione.

### La lista dei compiti
La lista dei compiti è una lista delle cose da fare utile per ricordare, utilizzate nel corso dell'autogestione, nel corso della spesa, nel management, nella gestione di progetto, e nell'ingegneria del software.
Quando uno degli obiettivi della giornata viene completato, la missione si considera riuscita. Sull'agenda si riporta quindi l'avvenuto successo, evidenziando la conclusione del compito.
La scrittrice Julie Morgenstern suggerisce anche cose da fare e da non fare nella gestione del tempo, che includono:
- Tracciare tutto ciò che è importante, attraverso un elenco di attività
- Creare un'oasi di tempo per controllare la gestione
- Dire di no
- Definire le priorità
- Non mollare mai
- Non pensare che le attività critiche si possano risolvere nel tempo libero[9]

Esistono vari equivalenti digitali, tra cui le applicazioni PIM e la maggior parte dei computer palmari (PDA). Esistono anche delle applicazioni basate su web, molte delle quali libere, poi con l'arrivo degli smartphone le applicazioni specifiche sono aumentate esponenzialmente.

#### Organizzazione delle liste
Le liste di cose da fare sono spesso suddivise a livelli. Il sistema più semplice comprende una lista generica, ed una lista giornaliera compilata ogni giorno estraendo le voci dalla lista generica.
S.J.Scott divide le liste in quattro livelli: lista per la cattura delle idee, liste di progetto, liste di compiti settimanali e liste dei compiti giornalieri.
Le liste possono anche gestire le priorità:
- Un metodo di gestione delle priorità è stato chiamato, ABC da Alan Lakein. Nel suo sistema le voci A sono le più importanti (A-1 le più importanti del gruppo), poi B e infine C.[15]
- Una particolare metodologia applica il metodo ABC[16] assegnando la vocale A alle cose da fare entro un giorno, la consonante B alle cose da fare entro una settimana e la consonante C alle cose da fare entro un mese.
- Accordare priorità ad un elenco giornaliero delle attività, dopo averle elencate si assegna un numero ad ogni attività,[17] numero che indica in quale ordine di eseguire i compiti. Quest'ultimo metodo è generalmente più veloce.[9]
- Un approccio completamente diverso, opposto al concetto di priorità, è stata avanzata dallo scrittore britannico Mark Forster nel suo libro Fallo domani, ed altri segreti della gestione del tempo. Si basa sul concetto nella gestione di liste «chiuse», al posto della tradizionale lista «aperta». Lo scrittore sostiene che la tradizionale lista aperta ed infinita garantisce che alcuni compiti verranno inevitabilmente lasciati incompiuti. Inoltre sostiene che con tale approccio tutti i compiti verranno portati a termine, e, nel caso non si riuscisse, consente di individuare i propri difetti di pianificazione e dove si deve cambiare.[18]

### Applicazioni software
Le moderne applicazioni informatiche sono fornite di una gestione ad albero della gerarchia dei compiti, compiti composti da attività secondarie, a loro volta da sotto-attività. In queste applicazioni sono disponibili diversi filtri di ricerca, la possibilità di ordinamento delle attività, e l'associazione di note arbitrariamente lunghe. Applicazioni più recenti invece dispongono modalità automatiche in cui il software tenterà di determinare dinamicamente la migliore attività necessaria allo specifico momento.
Molte di queste applicazioni sono in grado di gestire più utenti e permettere l'assegnazione dei compiti, ed utilizzarlo anche in modalità comunicativa. Inoltre queste applicazioni sono in grado di gestire le informazioni personali ed il gestione di progetto.

### Sindrome da deficit di attenzione e iperattività
L'incapacità cronica di gestire il tempo in modo efficace può essere dovuta alla Sindrome da Deficit di Attenzione e Iperattività. Alcuni dei criteri diagnostici sono: difficoltà ad organizzare le proprie attività quotidiane, problemi ad iniziare un'attività, difficoltà a portare a termine i progetti intrapresi.
Parte di questi deficit sono dovuti ad un impairment funzionale della corteccia prefrontale, la parte più evoluta del cervello. Essa tra le altre cose ha un ruolo nella capacità di sostenere l'attenzione e di inibire gli impulsi, nell'organizzazione, nella capacità di imparare dall'esperienza e nell'auto-monitoraggio. Alcuni autori sostengono che cambiare il modo in cui la corteccia prefrontale funziona è possibile ed aiuterebbe a risolvere in parte queste problematiche.
Avvertenze
 La diffusione delle liste
- Secondo Sandberg,[24] gli «elenchi delle attività non sono la chiave per la produttività». Lo riferisce una stima: «il 30% trascorre più tempo a gestire le liste che completare il lavoro che le stesse liste elencano.» Ciò potrebbe essere dovuto alla dilazione delle attività di pianificazione.

Corrispondenza rigida
- Hendrickson afferma[25]  che la rigida corrispondenza a liste di compiti conduco alla «tirannia del fare a tutti i costi» e spinge inevitabilmente a «perdere del tempo su attività poco importanti».
- Anche in questo caso si deve avere l'accortezza di individuare il punto critico, ma verso la dimensione del compito. Per un sistema, un certo livello di dettaglio deve essere dato per scontato. Per esempio: piuttosto che inserire nella lista, «pulire la cucina», «pulire la camera da letto» e «pulire il bagno», è più efficiente scrivere, «pulizia», risparmiando tempo nella scrittura riducendo il carico amministrativo del sistema[26]. Il rischio nel sintetizzare le attività, tuttavia, è che «pulizia» in questo esempio può rivelarsi ambiguo e confuso, con il rischio di dilazionare i compiti, o gestire male un intero progetto. [senza fonte]
- Compilare una lista di compiti di routine è una perdita di tempo. Per esempio, se avete l'abitudine di lavarvi i denti tutti i giorni, allora non vi è motivo di inserirlo nell'elenco delle attività. Lo stesso vale, per esempio, alzarsi dal letto o i pasti, o altre attività ordinarie di tutti i giorni. Se avete la necessità di tenere traccia delle attività di routine, è più utile compilare un elenco standard, o un grafico, in questo modo evitate di inserire, più volte, nella lista lo stesso compito. [senza fonte]
- Per rimanere flessibile, una lista di compiti deve essere disponibile alla gestione temporale del fallimento. I fallimenti si verificano costantemente, sia che si tratti di persone che di imprese. Un individuo, o una società devono prevedere un lasso di tempo riservato alla gestione del fallimento, anche se minimo. Se non avete previsto un lasso di tempo per affrontare questa situazione, vi è il rischio di produrre un fallimento più grande e definitivo.[27]
- Per evitare di rimanere bloccati in un circolo vizioso e dispendioso, la pianificazione dei compiti dovrebbe anche comprendere delle sessioni di valutazione, mensili, semestrali e annuali, sia per eliminare le inefficienze che per garantire all'individuo o all'azienda la certezza della direzione desiderata.
- Se un po' di tempo non viene regolarmente utilizzato per definire il raggiungimento degli obiettivi a lungo termine, l'individuo o l'azienda possono rimanere bloccati in un circuito di attesa perpetua di piani a breve termine: in pratica significa lavorare su di un compito particolare, molto più lungo di quanto originariamente previsto. [senza fonte]

## Tecniche per stabilire priorità
Ci sono vari modi per stabilire delle priorità.

### Analisi ABC
Una tecnica utilizzata a lungo nella gestione aziendale è la classificazione di grandi quantità di dati in gruppi, spesso chiamati A, B e C, da cui il nome, attività classificate secondo questi criteri generali:
- A – Compiti valutati essere urgenti e importanti.
- B – Compiti che sono importanti ma non urgenti.
- C – Compiti né urgenti né importanti.

Ogni gruppo viene successivamente ordinato per priorità. Per precisare ulteriormente le priorità, si decide di forzare tutte le attività classificate B nei gruppi A o C. L'analisi ABC può includere anche più di tre gruppi. L'analisi ABC è spesso combinata all'analisi paretiana.

### Analisi paretiana
Questa analisi ipotizza che l'80% delle attività possono essere completate nel 20% del tempo disponibile. Il restante 20% dei compiti verrà completato nell'80% del tempo. Questo principio è utilizzato per ordinare le attività in due parti. In base a questa forma di Pareto-efficienza, si raccomanda che ai compiti che rientrano nella prima categoria venga assegnata una priorità più alta.
La legge 80/20 può essere applicata anche per aumentare la produttività: si è ipotizzato che l'80% della produttività può essere ottenuta realizzando il 20% dei compiti. Se la gestione del tempo ha come obiettivo la produttività, allora questo 20% di compiti dovrebbero ottenere la priorità più alta.
Dipende dal metodo adottato per completare l'operazione. Vi è sempre un modo più semplice e veloce per completare l'operazione. Se si utilizza un metodo complesso occorrerà più tempo, perciò si dovrebbe sempre cercare di trovare vari modi con cui completare ogni attività.

### Metodo Eisenhower

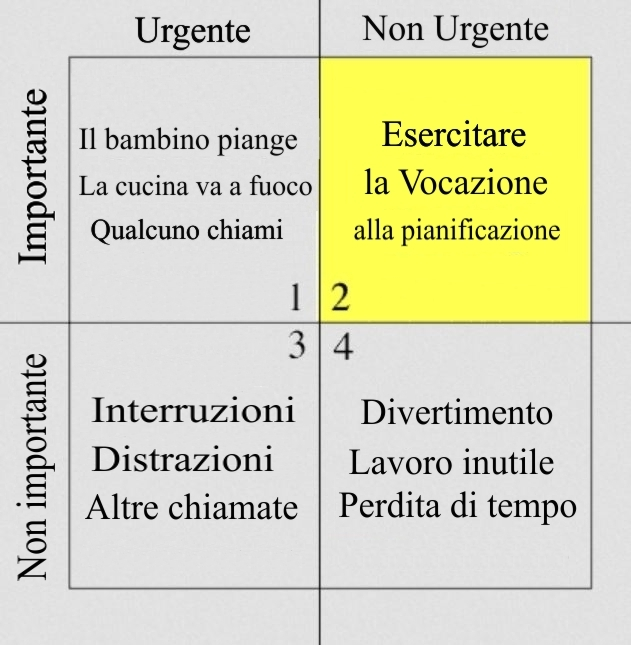
Una matrice Eisenhower base. Serve per aiutare a valutare urgenza e importanza. I compiti vengono posti nel quadrante specifico.

Tutte le attività sono valutate secondo quattro criteri: 
1. importante e urgente: attività da eseguire al più presto e di persona;
2. importante e non urgente: attività a cui porre una scadenza e da eseguire personalmente;
3. non importante e  urgente: attività da delegare se possibile;
4. non importante e  non urgente: attività da eliminare.

Tali criteri possono essere organizzati in maniera visuale in una matrice, detta di Eisenhower/Covey.
Riguardo a questo metodo è stata attribuita a Dwight D. Eisenhower la frase: 

### Metodo POSEC
POSEC è l'acronimo di "Prioritizzare (P) attraverso l'organizzazione (O), la razionalizzazione (S), il risparmio (E) e la contribuzione (C)".
Il metodo impone un modello che enfatizza in un individuo medio un senso immediato di sicurezza emotiva e monetaria. Suggerisce che adempiendo alle proprie responsabilità personali in primo luogo, un individuo è in una posizione migliore per assumersi responsabilità collettive.
Relativamente all'acronimo vi è una gerarchia di auto realizzazione che rispecchia la gerarchia motivazionale di Abraham Maslow :
1. Prioritize – Prioritizzate il vostro tempo e definite la vostra vita attraverso degli obbiettivi.
2. Organizing – Organizzate le cose da realizzare regolarmente per avere successo (famiglia e finanze).
3. Streamlining – Razionalizzate le cose che possono non piacervi, ma che si devono fare (lavoro e faccende).
4. Economizing – Risparmiare su cose che dovreste fare o che vi piacerebbe persino fare, ma che non sono pressantemente urgenti (passatempi e socializzazione).
5. Contributing – Contribuire ponendo attenzione alle poche cose rimaste che fanno la differenza (obblighi sociali).

## Tecniche generali per la gestione del tempo

### Metodo ALPEN
Si tratta di un metodo tedesco che mira a migliorare l'organizzazione delle singole giornate lavorative, utilizzando cinque fasi che danno il nome al metodo:
- A: Annotare le attività, vale a dire individuare tutte le cose da fare, tutte le attività da svolgere.
- L: Lunghezza, vale a dire stimare il tempo necessario per sbrigare i singoli compiti.
- P: Programmare con un margine di flessibilità, vale a dire che si dovrebbe pianificare il 60% del tempo di lavoro e il restante 40% riservarlo a eventi inattesi o ad attività sociali.
- E: prendere decisioni senza Esitazione, vale a dire decidere a quali attività va dedicato del tempo prima e a quali dopo. In tedesco la E sta per il verbo "entscheiden", che tradotto significa "decidere".
- N: Note di controllo finale, vale a dire che al termine della giornata bisogna verificare se tutto è stato pianificato bene e sono stati raggiunti gli obiettivi prefissati.

### Tecnica del pomodoro
Questa tecnica è stata ideata da Francesco Cirillo e presuppone, originariamente, l'uso di un timer a forma di pomodoro. Si inizia individuando i compiti da svolgere nell'arco di una giornata. A questo punto ciascun compito viene suddiviso in blocchi da 25 minuti (che corrispondono a un pomodoro) e al termine di ogni blocco si fa una pausa di qualche minuto. Dopo quattro pomodori, quindi dopo aver portato a termine almeno quattro blocchi, si dovrebbe effettuare una pausa più lunga.